# Чебыши
Чебыши (или Чебышевская крепость) — исторические дома Чебышевых со студенческими квартирами Латинского квартала в Москве.

## История
Территория Никитской студенческой слободы, где жили и учились студенты многих поколений, простиралась от университета на Моховой до Никитских ворот, Бронных улиц, Патриарших прудов и Козихинских переулков, где недорогие доходные дома пользовались особой полярностью. На левой стороне Малой Бронной стояли пять трехэтажных домов барона Гирша с множеством мелких, сдававшихся внаем дешевых квартир, обитатели которых называли здешние окрестности Латинским кварталом по аналогии с парижской Сорбонной, распевая куплеты про Козиху:
| Есть в столице Москве, Один шумный квартал - Он Козихой Большой прозывается. От зари до зари, Лишь зажгут фонари Вереницей студенты шатаются, А Иван Богослов, На них глядя без слов, С колокольни своей улыбается. |

В Бронной слободе и Козихинских переулках находились дома Чебышевых — «Чебышевская крепость» или «Чебыши» — со студенческими квартирами.
Студенты в основной своей части еще с шестидесятых годов состояли из провинциальной бедноты, из разночинцев, не имевших ничего общего с обывателями, и ютились в "Латинском квартале", между двумя Бронными и Палашевским переулком, где немощеные улицы были заполнены деревянной стройкой с мелкими квартирами <...>Кроме того, два больших заброшенных барских дома дворян Чебышевых, с флигелями, на Козихе и на Большой Бронной почти сплошь были заняты студентами. Первый дом назывался между своими людьми "Чебышевская крепость", или "Чебыши", а второй величали "Адом". Это -- наследие нечаевских времен. Здесь в конце шестидесятых годов была штаб-квартира, где жили студенты-нечаевцы и еще раньше собирались Каракозовцы, члены кружка "Ад". В каждой комнатушке студенческих квартир "Латинского квартала" жило обыкновенно четверо. Четыре убогие кровати, они же стулья, столик да полка книг. 
— В. А. Гиляровский